# Karam Gaber
Karam Mohammed Ibrahim Gaber (arabsky كرم إبراهيم جابر‎), (* 1. září 1979 Alexandrie Egypt) je reprezentant Egypta v řecko-římském stylu (zápas). Je majitelem zlaté a stříbrné olympijské medaile.

## Sportovní kariéra
Zápasit začal v 8 letech v rodné Alexandrii.
V roce 2004 se stal v Athénách olympijským vítězem a získal pro Egypt zlatou medaili po 56 letech. Finále proti Gruzínci Nozadzemu ovládl jednoznačně.
Po olympijských hrách se nechal zlákat k profesionálům a ještě ke konci roku 2004 nastoupil do ringu v japonské verzi MMA. Po tvrdém k.o., které mu uštědřil domácí borec Fudžita se již v profi ringu neobjevil. Vrátil se k řecko-římskému zápasu, ale na amatérské úrovni. Naplno se věnoval podnikání, přesto se mu v roce 2008 podařilo kvalifikovat se na olympijské hry do Pekingu. Prohrál ve druhém kole s Albáncem Gurim.
V roce 2012 se účastnil svých třetích olympijských her v Londýně. Startoval v nižší váhové kategorii. Dostal se až do finále, kde podlehl reprezentantu Ruska Chugajevovi. Získal stříbrnou medaili.

## Výsledky
| Turnaj                          | 1997 | 1998 | 1999 | 2000 | 2001 | 2002 | 2003 | 2004 | 2005 | 2006 | 2007 | 2008 | 2009 | 2010 | 2011 | 2012 |
| ------------------------------- | ---- | ---- | ---- | ---- | ---- | ---- | ---- | ---- | ---- | ---- | ---- | ---- | ---- | ---- | ---- | ---- |
| Olympijské hry                  | –    | –    | –    | dns  | –    | –    | –    | 1.   | –    | –    | –    | 13.  | –    | –    | –    | 2.   |
| Mistrovství světa               | dns  | dns  | dns  | –    | 14.  | 2.   | 2.   | –    | dns  | 19.  | dns  | dns  | –    | dns  | dns  | dns  |
| Africké hry                     | –    | –    | 1.   | –    | –    | –    | 1.   | –    | –    | –    | dns  | –    | –    | –    | dns  | -    |
| Mistrovství Afriky + volný styl | 1.   | 1.   | –    | 1.   | dns  | 1.   | dns  | dns  | 1.   | 1.   | 1.   | dns  | dns  | dns  | dns  | dns  |
| Mistrovství Afriky + volný styl | dns  | 3.   | –    | dns  | dns  | dns  | dns  | dns  | dns  | dns  | dns  | dns  | dns  | dns  | dns  | dns  |
| MS juniorů                      | 3.   | 3.   | dns  | –    | –    | –    | –    | –    | –    | –    | –    | –    | –    | –    | –    | -    |